# Duke Nukem Forever
Pour les articles homonymes, voir DNF.
Duke Nukem Forever, souvent abrégé en DNF ou DN4E, est un jeu de tir à la première personne (FPS) développé par 3D Realms puis par Gearbox Software sorti le 10 juin 2011 aux États-Unis. Il fait partie de la série des Duke Nukem. Il fait suite au titre à succès que fut Duke Nukem 3D.
Duke Nukem Forever est le plus célèbre des vaporwares, c'est-à-dire qu'il est connu pour son développement prolongé. Celui-ci a commencé en janvier 1997, jusqu'au 6 mai 2009, quand le studio 3D Realms est déclaré en faillite ; cette faillite s'avéra par la suite démentie par le studio.
Peu après, Take2, leur éditeur, a amené 3D Realms devant les tribunaux pour cause d'inaptitude à remplir le contrat qu'ils avaient sur le jeu. Cependant, en juin 2010, ce procès a été clos et 3D Realms déclaré gagnant[réf. nécessaire]. Le 3 septembre 2010, 2K Games annonce finalement que Gearbox Software a repris le développement au stade laissé par 3D Realms et serait en phase de finalisation, la sortie du jeu est prévue pour le 3 mai 2011 aux États-Unis, et le 6 mai 2011 dans le reste du monde. Après un ultime report annoncé le 24 mars 2011 par Gearbox, le jeu sort finalement le 14 juin 2011 aux États-Unis et le 10 juin 2011 pour la sortie internationale.

## Trame
Le jeu débute par un remake de l'affrontement entre Duke Nukem et le Cycloid Emperor dans le stade de Duke Nukem 3D. Une fois l'empereur vaincu, on se rend compte que Duke Nukem jouait en réalité à son propre jeu, en compagnie des jumelles Holsom. Duke apprend ensuite qu'un vaste vaisseau mère extra-terrestre vient d'apparaître dans le ciel de Las Vegas. Il se rend à la Duke Cave où il reçoit l'ordre du Président de ne pas intervenir, car les extra-terrestres sont cette fois pacifiques. Il se fait cependant attaquer par des extra-terrestres et riposte. Il assiste alors impuissant à l'enlèvement des femmes par les extra-terrestres. Il se dirigera vers le Duke Dome pour les chercher…

## Développement

### Genèse
Le jeu Duke Nukem 3D se termine sur un écran annonçant « Look for a Duke Nukem 3D sequel soon » (« Attendez-vous à une suite de Duke Nukem 3D bientôt »).
Après l'énorme succès de Duke Nukem 3D, devenu un classique du jeu de tir à la première personne, une suite est officiellement annoncée en 1997 : le site web officiel déclare que la date de sortie sera « when it's done » (quand il sera fini). Ce quatrième volet de la série Duke Nukem est intitulé Duke Nukem Forever, un jeu de mots entre four (« quatre ») et forever (« pour toujours »).
Le jeu a changé plusieurs fois de moteur au cours de son développement. Au départ, en 1997, il était prévu avec le moteur de Quake II, puis est passé en 1998 à l'Unreal Engine, ce qui a obligé les développeurs à recommencer le travail de zéro.
Le groupe de metal Megadeth fut alors invité à enregistrer la musique du jeu, qui apparaît sur la version japonaise de l'album Risk. Mais Duke Nukem Forever ne voit toujours pas le jour malgré les vidéos présentées lors de l'E3 en 2001.

### Un logiciel fantôme

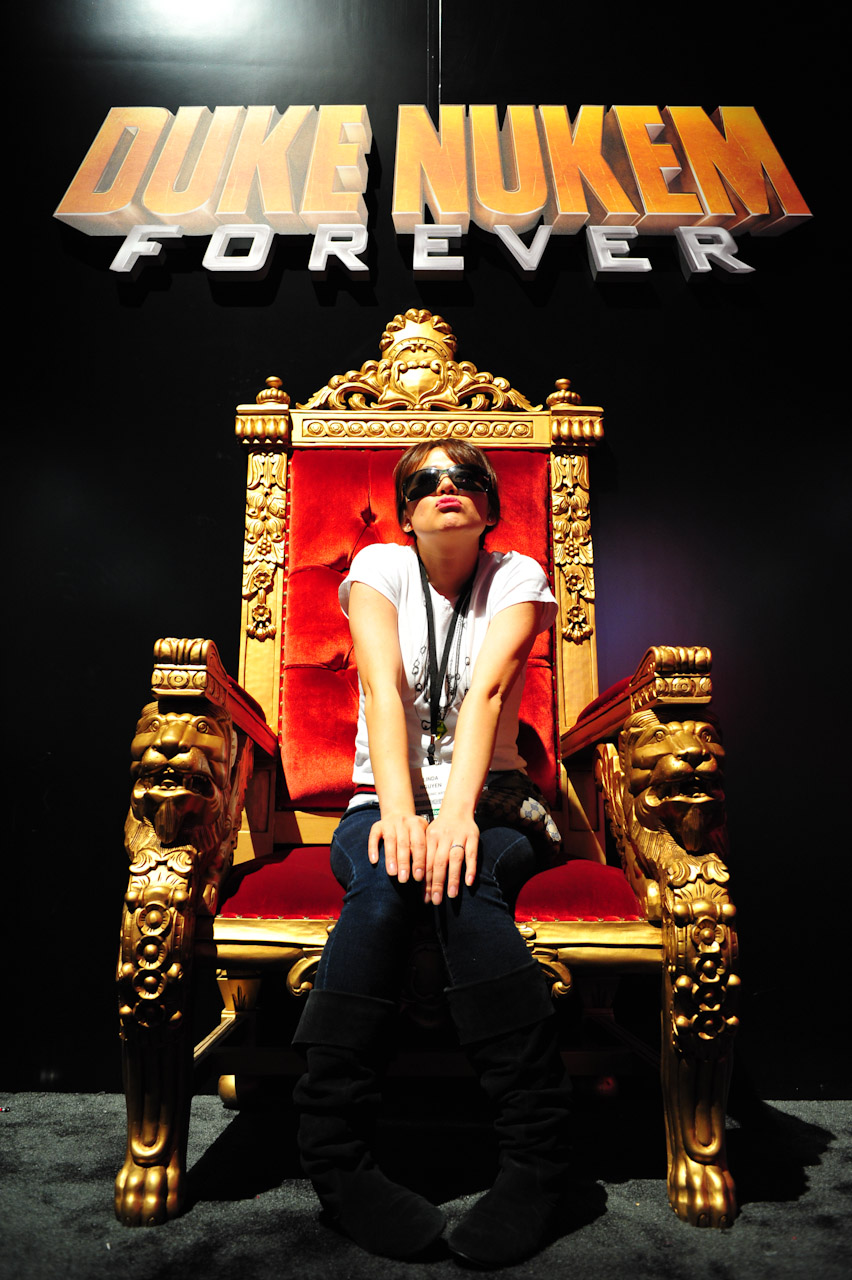
Stand Duke Nukem Forever à l'E^{3} 2011.

En 2002, ils repartent une nouvelle fois de rien. Tout devient plus flou à partir de ce moment-là. On sait qu'en septembre 2004, 3D Realms a choisi un nouveau moteur physique, le Meqon qui semble être d'une excellente qualité (avec la possibilité de détruire un mur brique par brique).
En janvier 2007, une annonce de poste à pourvoir dans le cadre du développement de Duke Nukem 3D a fait son apparition sur le site de Gamasutra.
Au sujet du contenu de la nouvelle des avancements du jeu[pas clair] sur ce site, Joe Siegler, webmaster pour 3D Realms, a précisé que le jeu est toujours resté sur un moteur graphique basé sur celui d'Unreal.
3D Realms prend avec humour et philosophie le retard du jeu. Sur leur site ils annoncent : « And yes, we know the game has taken a long time. There's no possible joke you could make about the game's development time that we haven't already heard. ». Traduction : « Et oui, nous savons que le jeu prend beaucoup de temps à sortir. Il n'y a aucune plaisanterie que vous puissiez faire au sujet de la durée du développement du jeu que nous n'ayons pas déjà entendue. »

### La sortie dePrey
Depuis la sortie de Prey (2006), autre produit phare de 3D Realms qui a connu un développement tout aussi chaotique depuis 1997, et avant que le studio 3D Realms ne soit déclaré en faillite, on pouvait espérer que la société irait se concentrer sur le projet Duke Nukem : sur la page « Get Hired » de leur site, ils indiquent « we focus all our efforts on one killer title at a time (« Nous ne nous focalisons que sur un seul titre qui tue à la fois »).
Le héros de Prey est d'ailleurs présenté comme le meilleur ami de Duke Nukem.

### Diffusion discrète descreenshots
Un nouveau teaser est annoncé le 18 décembre 2007, puis diffusé le lendemain. Créé en cachette par des membres de l'équipe de développement, et diffusé à l'occasion de leur fête de Noël annuelle, cette vidéo d'un peu plus d'une minute montre brièvement quelques ennemis et le héros tels qu'ils pourraient être dans le jeu, mais sans montrer de séquence de jeu à proprement parler.
Le jeu est alors annoncé comme utilisant le moteur Unreal Engine 2, de Unreal Tournament 2004, modifié pour s'aligner sur les autres jeux récents au point d'atteindre des performances quasi équivalentes à celles du moteur Unreal Engine 3[réf. nécessaire].
Fin septembre 2008, alors que Duke Nukem 3D est commercialisé sur Xbox 360, deux copies d'écran en haute définition de Duke Nukem Forever sont glissées dans celui-ci.

### Fermeture de 3D Realms
Toutefois, le studio 3D Realms a cessé le développement du jeu en mai 2009 à la suite d'une liquidation judiciaire et à la fermeture du studio. L'avenir du jeu est resté incertain pendant plusieurs mois, avant que son développement ne soit finalement repris en 2010, par Gearbox Software Interactive (fondé par Randy Pitchford, ex-3D Realms).

### Développement chez Gearbox
Dans la nuit du 10 au 11 août 2010, plusieurs sources chez Take-Two Interactive auraient confirmé une reprise du projet chez Gearbox Software, responsable du jeu Borderlands (2009) et de la série Brothers in Arms (à partir de 2005). Bien que Randy Pitchford, le président de ce studio (et aussi le producteur exécutif du jeu) se soit refusé à tout commentaire, il n'a jamais démenti ce fait.
Durant l'événement PAX 2010, Gearbox Software a présenté le jeu et une démo jouable aux visiteurs. Le jeu est prévu pour le 10 juin 2011 en Europe, et le 14 juin 2011 en Amérique du Nord,,.

## Accueil

### Récompenses
- premier au classement des Vaporwares de l'année chez Wired pour l'année 2001[35], 2002[36], 2006[37], 2007[38], 2008[39] ;
- deuxième au classement des Vaporwares de l'année chez Wired pour l'année 2000[40] ;
- récompense spécial Lifetime Achievement Award chez Wired pour les Vaporwares de l'année 2003[41], ayant obtenu quasiment autant de votes que tous les autres candidats réunis. En lui donnant ce prix, Wired espérait le retirer définitivement de leur classement annuel, mais il est revenu en 2006 grâce à de nouvelles promesses de sortie de 3D Realms.

Wired News a décerné plusieurs fois son Vaporware Awards à Duke Nukem Forever. Le jeu est arrivé second en 2000, et en tête de liste en 2001 et 2002,,. Wired News a créé le Vaporware Lifetime Achievement Award exclusivement pour Forever et l'a décerné en 2003. En 2004, le jeu n'a pas été listé par Wired, car le Lifetime Achievement Award avait été décerné pour libérer la tête de la liste. Cependant, à la demande des lecteurs, Wired a changé d'avis et Forever a gagné la 1re place en 2005 et 2006,.